# Gravura – Sociedade Cooperativa de Gravadores Portugueses
A Gravura – Sociedade Cooperativa de Gravadores Portugueses é uma cooperativa portuguesa que visa promover a gravura enquanto forma de arte.

## Criação
A Gravura foi criada em Lisboa, em 20 de Julho de 1956, numa altura em que nem sequer as Escolas de Belas Artes de Lisboa e do Porto se dedicavam a essa modalidade artística.

## Sócios fundadores
Formaram a sua primeira direcção os seguintes sócios fundadores:
- Dr. José Júlio Andrade dos Santos (presidente);
- Arq. Francisco da Conceição Silva (vice-presidente);
- Dr. Armando Augusto Vieira dos Santos (1.º secretário);
- Maria Alice da Silva Jorge (2.º secretário);
- Joaquim José Barata (tesoureiro);
- Cipriano Dourado dos Santos (1.º suplente);
- Júlio Artur da Silva Pomar (2.º suplente).

## A sede
A primeira sede da cooperativa foi na garagem do também sócio fundador Eng.º Manuel Antunes Machado Torres, na Avenida Vasco da Gama, 26, em Algés. Passou depois para a Rua das Taipas, 12-r/c, em Lisboa, onde veio a ser o atelier de Sá Nogueira, e só mais tarde, com o apoio da Fundação Calouste Gulbenkian, foi possível passar para a sede e galeria, que ainda se mantém, na Travessa do Sequeiro n.º 4, igualmente em Lisboa.

## Actividade
Através da sua actividade, a Gravura levou a arte ao mais recôndito do país através de exposições itinerantes em que todos os artistas colaboravam.